# Eucharis alashanica
Eucharis alashanica är en stekelart som beskrevs av Gussakovskiy 1940. Eucharis alashanica ingår i släktet Eucharis och familjen Eucharitidae. Inga underarter finns listade i Catalogue of Life.